# Скупа, Йосеф
Йосеф Скупа (чеш. Josef Skupa; 16 января 1892, Страконице — 8 января 1957, Прага) — чешский режиссёр, актёр, кукловод. Народный артист Чехословакии (1948). Лауреат государственной премии Чехословакии (1955).

## Биография
Йосеф Скупа родился в Страконице в семье полицейского. Когда Йосефу было пять лет, семья переехала в Пльзень. С раннего детства у него были способности к рисованию, в результате Йосеф поступил в художественное училище в Праге, которое окончил в 1915 году и стал учителем в школе, но вскоре был мобилизован в армию и служил в Пльзене в отделе военной цензуры. Там же с 1916 года Скупа работал художником, постановщиком в Пльзеньском городском театре и дизайнером в компании Шкода.
В 1920 и 1926 гг. соответственно он создал две свои самые известные куклы: весёлого отца Спейбла и его сына негодника Гурвинека. В 1930 году он основал первый современный профессиональный кукольный театр. С 1933 по 1940 г. был бессменным президентом Международного Союза кукольных театров. В 1938 году Скупа и Вениг написали одну из самых запоминающихся пьес театра, «Трёхэтажная карусель», которая была смелой аллегорией Мюнхенского соглашения. В 1944–1945 годах Скупа был арестован гестапо в Дрездене. 

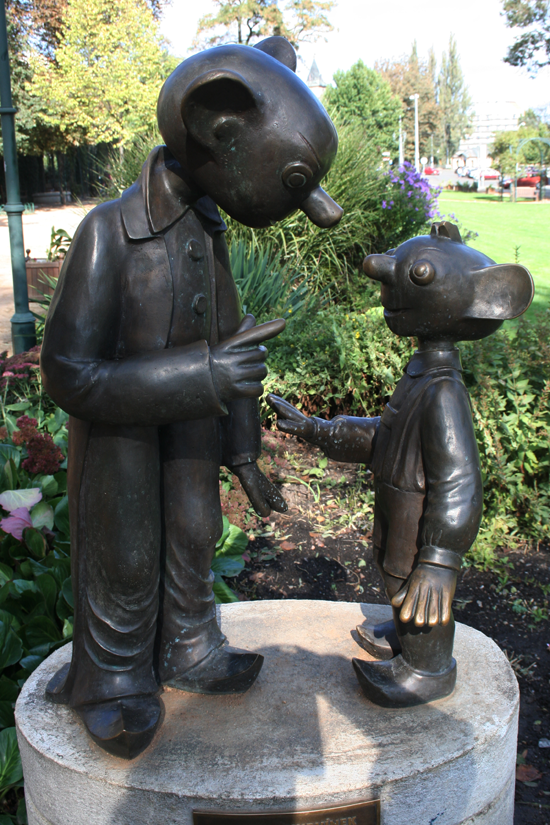
Спейбл и Гурвинек

## Персонажи, созданные Скупой
- Спейбл
- Гурвинек
- Маничка, подруга Гурвинека
- Жерик, пёс Спейбла и Гурвинека